# Júdás levele

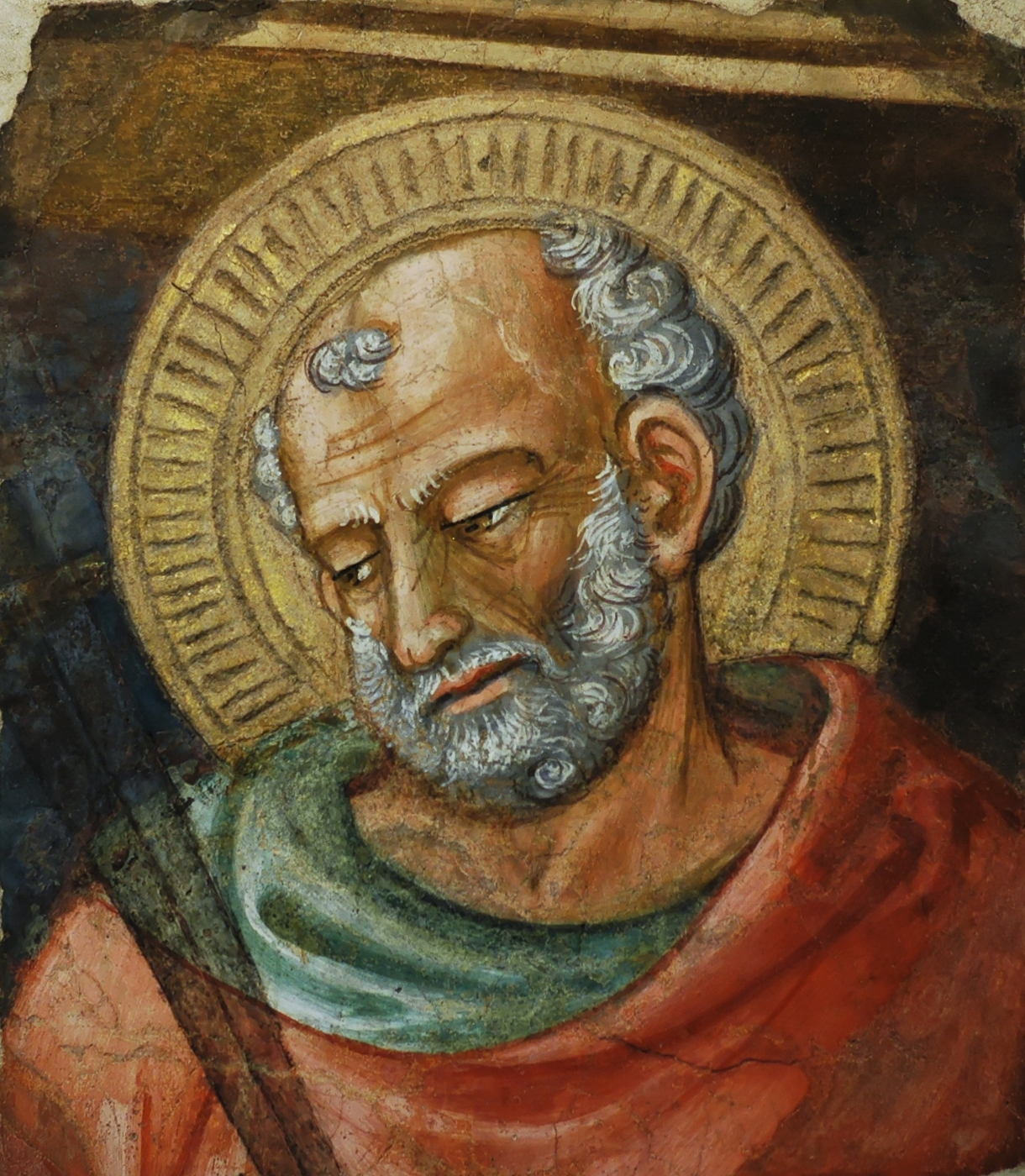
Bicci di Lorenzo: Júdás Tádé - Firenze

Júdás levele a Biblia újszövetségi iratainak részét képező levél, görög nyelvű korai keresztény dokumentum. Keletkezése nem ismert, de feltételezések alapján 50 és 120 között íródott.
Fő jellemzőjeként fellép a gnosztikus „tévtanítások” ellen, elhatárolódva ezektől, elítélve „tévelygésüket”.

## Szerző és keletkezés
A hagyományos nézet alapján Júdás apostol a szerző, ahogy a levél is indul: „Júdás, Jézus Krisztusnak a szolgája, Jakabnak meg a testvére..”
Mai tudósok nem Júdást, hanem egy ál-szerzőt feltételeznek.
Hivatkoznak arra, hogy a levél írója nem azonosította magát apostolként, és az apostolokra is harmadik félként hivatkozik, így nem azonosítható Júdás apostollal.
Erősíti a nézetet még a levél kiváló görög nyelvezete, továbbá hogy a szerző az apostoli korról, mint múlt időszakról ír  és a hit tekintetében erősen hangsúlyozza a hagyomány szerepét.
Azok, akik Júdás szerzőségét fogadják el, a levél keletkezését általában a jeruzsálemi templom 70. évi lerombolása előtt helyezik el. Akik nem Júdást, hanem egy ismeretlen keresztény szerzőt feltételeznek, azok többsége szerint a 2. század elején íródott a levél.

## A levél tartalma
A levél főként a tévtanítók tanításai elleni fellépés célzatával íródott. 

### A levél szerkezete
1-2. Címzés 

3-4 Fellépés a tévtanítók ellen, akik "kicsapongásra használják az Isten kegyelmét és Krisztust megtagadják. Ők azok akik "belopóztak a gyülekezetbe."  

5-16 A tévtanítókat sújtó ítéletek
Emlékeztetés a bukott angyalokra, a hűtlen Izraelre, a romlott életet élő Szodoma és Gomora lakosainak pusztulására. (5-7)
17-23 Intések, csúfolódóknak nevezi azokat akik testi vágyaik kiélésére bátorítják a keresztényeket (gnoszticizmus) Az igazi keresztények azonban szentségben és hitben imádkozhatnak a Szentlélek által.

## Lásd még
- Mózes mennybemenetele
- Énok első könyve
- Újszövetség
- Biblia
- Gnoszticizmus

## Külső hivatkozások
- Júdás levele – teljes szöveg
- Júdás levele – teljes szöveg, többféle fordításban (Biblia fordítások - Károli Biblia), immanuel.hu/biblia/biblia.php
- Imre Ernő: Júdás levelének magyarázata, 1995